# Église Sainte-Vérène de l'abbaye de Roth
L'église Sainte-Vérène de l'abbaye de Roth est une église catholique située dans l'abbaye de Roth dans la ville de Rot an der Rot en Allemagne.
L'église est un témoignage intéressant de la période de transition du baroque au classicisme. L'influence des Lumières sur la théologie est visible dans la conception artistique de l'espace sacré.
Les quatre fresques du plafond de la coupole et de la nef réalisées par Januarius Zick sont particulièrement belles et représentent l'expulsion du temple, la Dernière Cène et l'Assomption de Marie au ciel. Les fresques témoignent d’une architecture de surface parfaite et de couleurs vives.
Les décorations en stuc et les autels en stuc et en marbre ont été réalisés par Franz Xaver Feuchtmayer.
Au milieu du maître-autel se trouve un tableau de Johann Geiß (de) de 1694 qui représente les événements de Noël. 
Les stalles du chœur d'Andreas Etschmann (de) proviennent de l'ancienne église du début du baroque. Il montre les différents fondateurs de l'ordre au dernier rang.
La sacristie, qui a été conservée lors de la démolition de l'église baroque précédente, présente de lourds stucs baroques sur le plafond en berceau et d'excellentes sculptures d'Andreas Etschmann sur les armoires de la sacristie.

## Historique
L'abbé Maurice Moritz a commencé à construire la nouvelle église en 1777 sur la base de ses propres projets sur les fondations de l'église baroque précédente. L'abbé Willibold Held acheva en 1786 la construction et la conception artistique.

## Dimensions
Les dimensions de l'édifice sont les suivantes : 

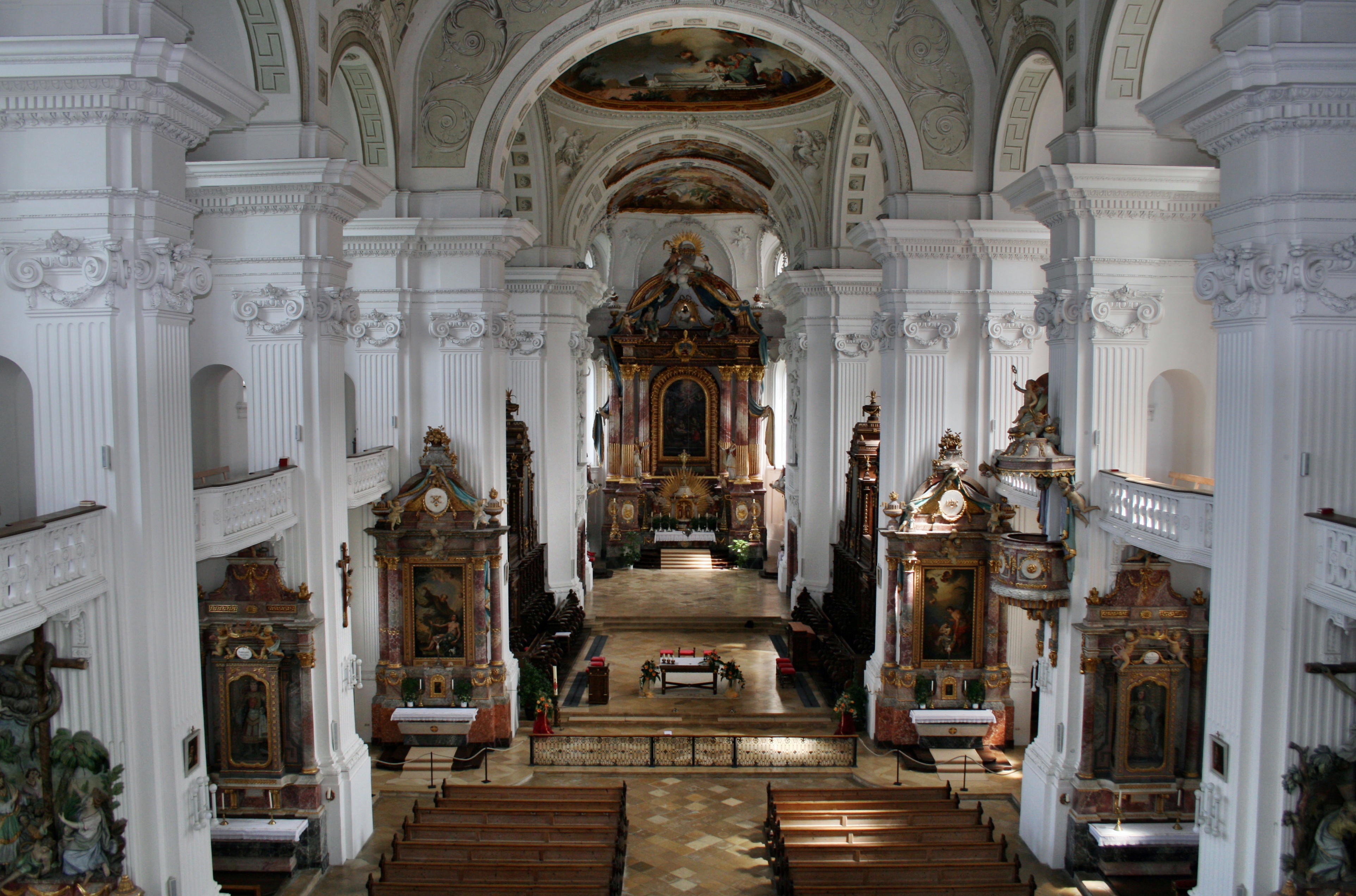
Intérieur de l'église

- Hauteur intérieure : 22 m
- Longueur totale: 67 m
- Hauteur des tours : 60 m
- Largeur ; 20 m